# Drumont, histoire d'un antisémite français
Pour les articles homonymes, voir Drumont (homonymie).

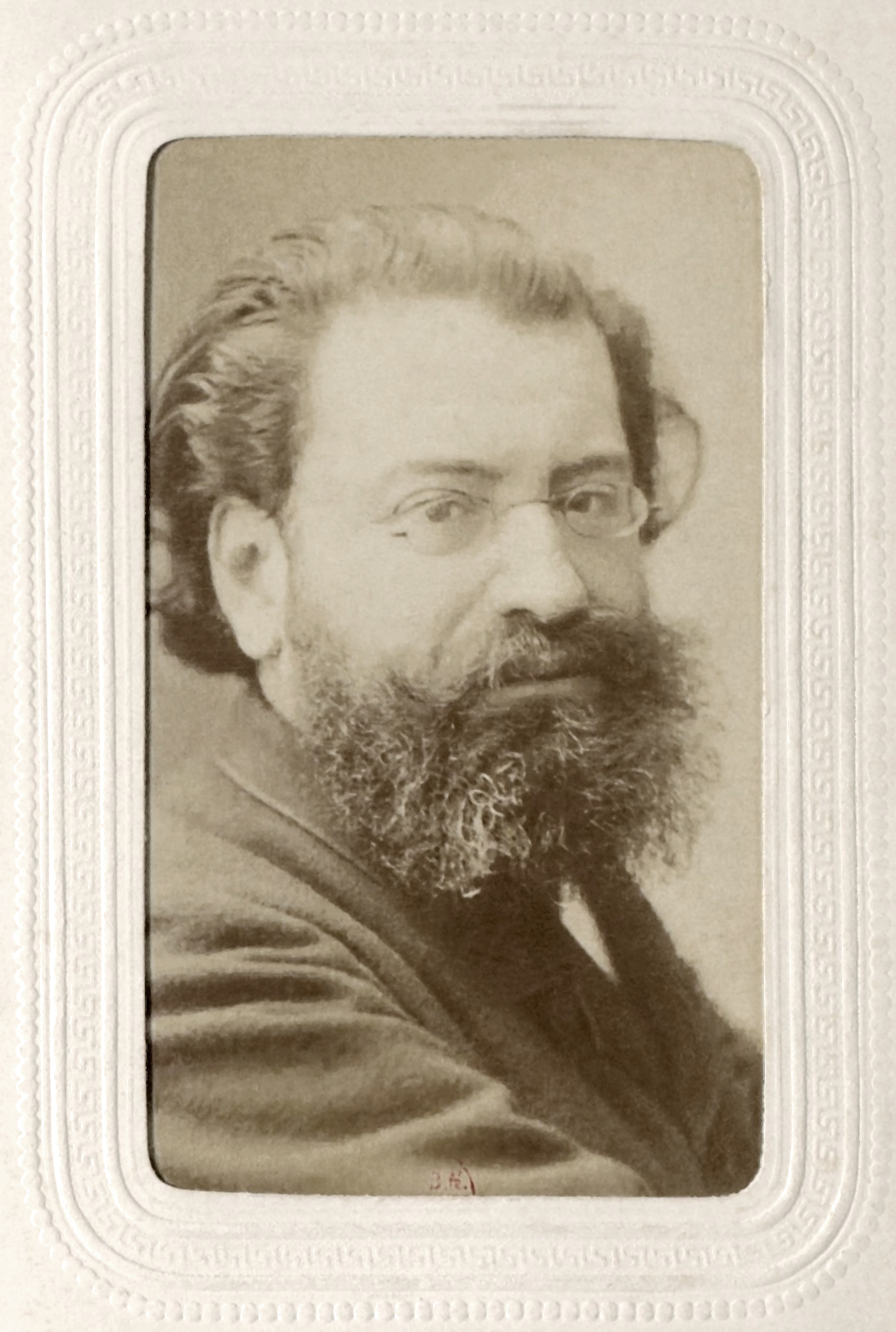
Edouard Drumont

Drumont, histoire d'un antisémite français est un téléfilm français réalisé par Emmanuel Bourdieu.

## Synopsis
Portrait d'Édouard Drumont, journaliste, qui publie en 1886 La France juive puis fonde le journal La Libre Parole. Il est l'un des propagateurs de l'antisémitisme en France.

## Diffusion
Le téléfilm a été diffusé pour la première fois le 19 mars 2013 sur France 2 ; il a recueilli 5 % de parts de marché, arrivant en 4e position des audiences derrière TF1, M6, France 3, mais avant TMC.

## Fiche technique
- Réalisation : Emmanuel Bourdieu
- Scénario : Emmanuel Bourdieu, Marcia Romano d'après l'œuvre de Grégoire Kauffmann
- Producteur : Jem Productions et France Télévisions

## Distribution
- Denis Podalydès : Édouard Drumont
- Thibault Vinçon : Bernard Lazare
- Éric Ruf : Gaston Méry
- Thibault de Montalembert : Alphonse Daudet
- Jérôme Kircher : Émile Zola
- Scali Delpeyrat : Joseph Reinach
- Manuel Le Lièvre : Georges Duval
- Valérie Dashwood : India
- Caroline Piette : Julia Daudet
- Jacques Bonnaffé : Edmond de Goncourt
- Mathias Mlekuz : le père du Lac
- Francis Leplay : Mathieu Dreyfus
- Christian Gonon : Arthur Meyer

## Note
Ce film comporte une erreur historique sur le prénom de Méry qui était Gaston et non Gustave, erreur non corrigée dans Allociné.